# 이태호 (외교관)

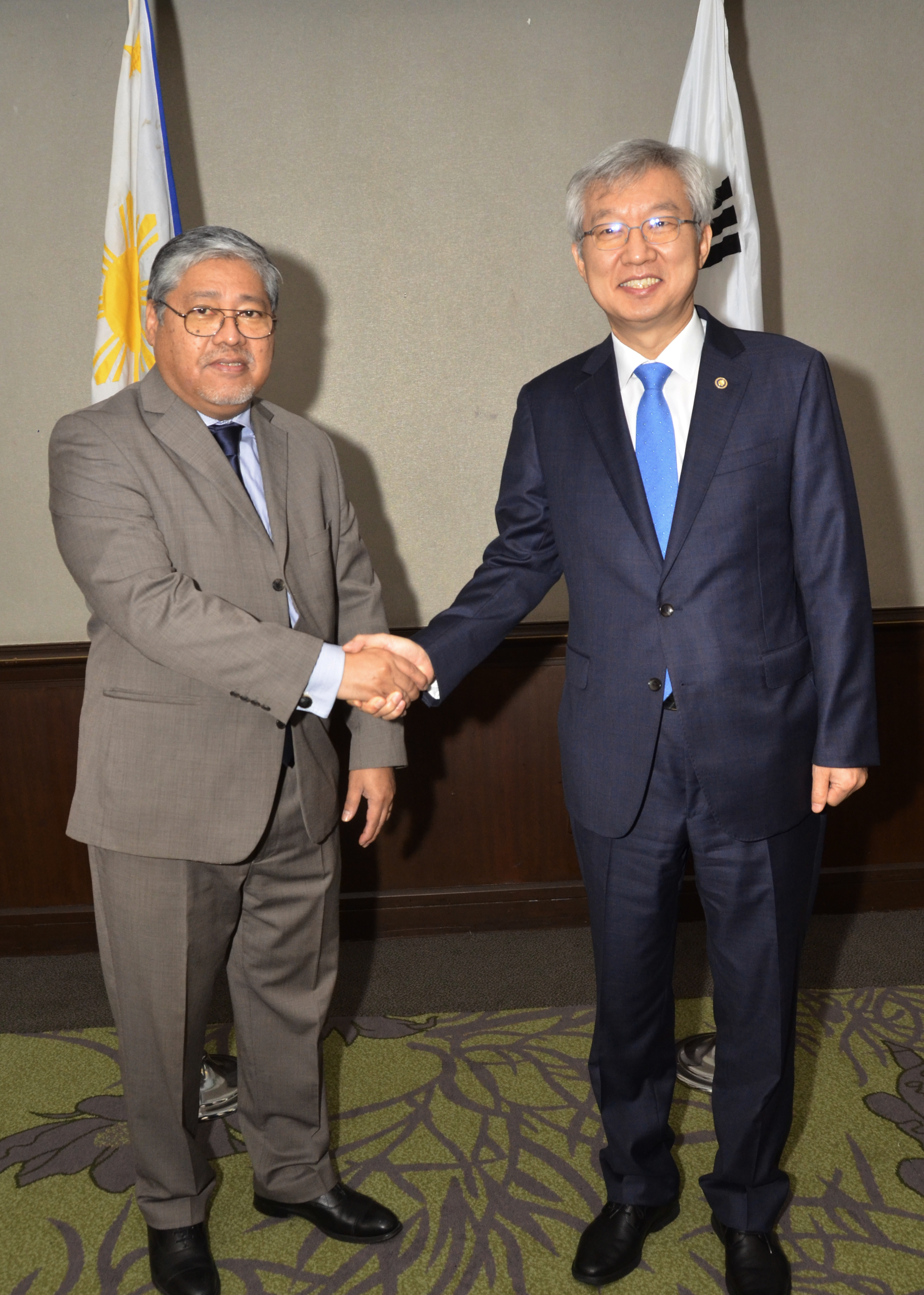
Foreign Affairs Undersecretary for Policy Enrique A. Manalo and Vice Foreign Minister Lee Tae-ho.

이태호(李泰鎬, 1960년 2월 4일 ~ )는 대한민국의 외무공무원이며, 제4대 외교부 제2차관이다.

## 학력
- 진주고등학교 졸업
- 서울대학교 경제학과 학사
- 조지타운 대학교 대학원 국제관계학 석사

## 경력
- 제16회 외무고시 합격
- 주미국대한민국대사관 2등서기관
- 주체코슬로바키아 대사관 2등서기관
- 주제네바대한민국대표부 2등서기관
- 주방글라데시대한민국대사관 참사관
- 외교통상부 통상정책전문팀 팀장
- 외교통상부 통상정책기획과 과장
- 외교통상부 세계무역기구과 과장
- 유엔 아시아태평양경제사회이사회
- 동북아경제중심추진위원회
- 주경제협력개발기구(OECD)대한민국대표부 공사참사관
- 외교통상부 다자통상국 국장
- 외교통상부 자유무역협정정책국 국장
- 외교통상부 통상교섭본부장 특별보좌관
- 주모로코대한민국대사관 대사
- 외교부 경제외교조정관
- 대통령비서실 통상비서관실 통상비서관
- 외교부 제2차관
- 주제네바대한민국대표부 대사
- 세계무역기구 지역무역협정위원회 의장